# Mohamed Shah
Mohamed Shah (* 1. April 1978) ist ein ehemaliger pakistanischer Hürdenläufer, der sich auf den 110-Meter-Hürdenlauf spezialisiert hat.

## Sportliche Laufbahn
Erste internationale Erfahrungen sammelte Mohamed Shah vermutlich im Jahr 2004, als er bei den erstmals ausgetragenen Hallenasienmeisterschaften in Teheran in 8,12 s den fünften Platz im 60-Meter-Hürdenlauf belegte. Anschließend schied er bei den Hallenweltmeisterschaften in Budapest mit 8,29 s in der ersten Runde über 60 m Hürden aus. Kurz darauf gewann er bei den Südasienspielen in Islamabad in 14,41 s die Silbermedaille über 110 m Hürden hinter seinem Landsmann Abdul Rashid. Im Jahr darauf belegte er bei den Islamic Solidarity Games in Mekka in 14,17 s den fünften Platz und schied anschließend bei den Asienmeisterschaften in Incheon mit 14,68 s im Vorlauf aus. Im November gelangte er bei den Hallenasienspielen in Bangkok mit 8,09 s auf den vierten Platz über 60 m Hürden. 2006 kam er bei den Commonwealth Games in Melbourne mit 14,64 s nicht über den Vorlauf über 110 m Hürden hinaus und im Jahr darauf schied er bei den Asienmeisterschaften in Amman mit 14,46 s im Vorlauf aus. Daraufhin beendete er seine aktive sportliche Karriere im Alter von 29 Jahren.
2007 wurde Shah pakistanischer Meister im 110-Meter-Hürdenlauf. 

## Persönliche Bestzeiten
- 110 m Hürden: 14,17 s (+1,2 m/s), 15. April 2005 in Mekka
  - 60 m Hürden (Halle): 8,09 s, 8. Februar 2002 in Rascht